# Goniothalamus touranensis
Goniothalamus touranensis là loài thực vật có hoa thuộc họ Na. Loài này được Ast mô tả khoa học đầu tiên năm 1938.